# 古弼
古 弼（こ ひつ、生年不詳 - 452年）は、北魏の官僚・軍人・政治家。本貫は代郡。

## 経歴
読書を好み、騎射を得意とした。猟郎を初任とし、後秦に対する使者として長安に赴き、使命を果たして帰国した。門下奏事に転じて、仕事が正確で早いことで知られた。明元帝に気に入られて、「筆」の名を賜り、後に弼と改名した。典西部をつとめ、劉潔らとともに北魏の中枢の事務を分担し、国政全般について明元帝に上奏した。
423年（泰常8年）、太武帝が即位すると、古弼は立節将軍の号を受け、霊寿侯の爵位を受けた。後に并州での胡族の反乱を討った。凱旋すると、侍中・吏部尚書に進み、典南部奏事をつとめた。
427年（始光4年）、太武帝が夏に対して親征すると、古弼はこれに従軍した。428年（神䴥元年）、夏の赫連昌が魏軍に捕らえられると、古弼は赫連昌を都の平城に連行した。429年（神䴥2年）、安原とともに東部高車を巳尼陂で討ち、降伏させた。漠南に民の入植が行われると、古弼は劉潔とともに五原の黄河の北の地に駐屯した。430年（神䴥3年）、太武帝が夏に対して親征すると、古弼はその下で安西将軍として平涼を攻撃した。これに対して夏の赫連定は敷城を放棄して安定に帰り、2万の兵を率いて平涼の救援に向かった。古弼が偽って軍を退いて赫連定を誘い出すと、太武帝が高車・勅勒の兵で夏軍を攻撃して破った。
434年（延和3年）、永昌王拓跋健らとともに北燕を攻撃した。北燕の馮弘は都の龍城に籠城して出戦してこなかったため、古弼は現地の農作物を刈り取り、住民を拉致して凱旋した。436年（太延2年）、再び北燕を攻撃した。馮弘は高句麗に救援を求めた。高句麗が救援の軍を発すると、馮弘は東方に逃れようとしたが、北燕の民衆の多くはこれに反対していた。北燕の尚書令の郭生は、東遷を望まない世論を背に、兵を率いて馮弘を攻撃し、城門を開いて魏軍を引き入れようとした。古弼は郭生の詐計を疑い、入城しようとしなかった。高句麗軍がやってくると、馮弘はこれに乗じて東方に脱出した。このとき古弼に酒酔による失態があり、馮弘の脱出を許してしまったため、太武帝の怒りを買い、都の平城に帰ると、広夏門の兵卒に落とされた。
ほどなく官に復帰して再び侍中となった。437年（太延3年）、尚書の李順とともに北涼に対する使者に立った。帰国すると、安西将軍の号と建興公の爵位を受け、長安に駐屯した。439年（太延5年）、北涼に対する征戦の議論が起こると、古弼は涼州が水草に乏しい痩せた土地であるとして、征戦に反対したが、太武帝に聞き入れられなかった。
442年（太平真君3年）、南朝宋の将軍の裴方明らが仇池の楊難当を攻撃すると、楊難当は北魏に使者を派遣して救援を求めた。北魏の救援が間に合わないうちに、楊難当は上邽に逃れ、裴方明は仇池を落として、楊玄の庶子の楊保熾を立てた。古弼は仮節・督隴右諸軍となり、仇池に向かった。宋の秦州刺史の胡崇之が仇池に駐屯していたが、古弼は平西将軍の拓跋斉とともに胡崇之を濁水に迎え撃つと、これを捕らえた。443年（太平真君4年）、古弼らは祥郊山から南に入り、東道の将の皮豹子らとともに仇池を攻撃した。深い雪に悩まされながらも進軍し、拓跋斉や賀純らに狹亭を攻撃させ、宋将の姜道祖を敗走させて、仇池を平定した。ほどなく氐族たちは楊文徳を擁立して、仇池を包囲した。古弼は上邽・高平・汧城の諸軍を発してこれを攻撃すると、楊文徳は仇池の包囲を解いて漢川に撤退した。このとき皮豹子は関中の諸軍を率いて下弁に進軍していたが、仇池の包囲が解けたと聞いて、軍を返そうとした。古弼は後難があることを予見して、兵力を蓄えて待つよう勧めた。
444年（太平真君5年）、皇太子拓跋晃が北魏の国政を総覧するようになると、古弼は東宮四輔として拓跋晃に召し出され、宜都王穆寿らとともに国政の事務に参与した。後に尚書令に転じた。
古弼は頭の形が尖っていたことから、太武帝はかれのことを「筆頭」と呼び、あるいは「筆公」「尖頭奴」などとも呼んでいたが、実直な人柄を買って、「社稷の臣」として評価していた。
452年（正平2年）、太武帝が宗愛に殺害され、拓跋余が擁立されると、古弼は司徒となった。同年（興安元年）、文成帝が即位すると、古弼は張黎とともに左遷され、外都大官とされた。巫蠱の罪で告発されて処刑された。当時の人はこれを冤罪とみなした。

## 伝記資料
- 『魏書』巻28 列伝第16
- 『北史』巻25 列伝第13